# میرزا عیسی قائم‌مقام
سیدالوزراء میرزا عیسی الحسینی الفراهانی پدر میرزا ابوالقاسم قائم‌مقام فراهانی، معروف به میرزا بزرگ، از سادات حسینی و از مردم هزاوهٔ اراک بود.

## زندگی‌نامه
میرزا بزرگ متولد ۱۱۳۳ خورشیدی از روستای هزاوه از توابع شهرستان فراهان در نزدیکی شهر اراک بود. خانواده او بخشی از اشراف فکری و ادبی بودند و مدت‌ها در خدمت سلسله‌های حاکم بر ایران بودند. میرزا بزرگ ابتدا با تشویق عمویش میرزا حسین که سرپرستی و تربیت او را بر عهده داشت برای خاندان زند شروع به کار کرد. میرزا بزرگ بعدها به عنوان منشی در دیوان آقامحمدخان قاجار، مؤسس سلسله قاجار مشغول به کار شد. هنگامی که میرزا بزرگ تحصیلات خود را در نجف عراق عثمانی به پایان رساند، به ایران بازگشت و به دربار جانشین آقامحمدخان یعنی فتحعلی‌شاه قاجار پیوست. در آنجا ابتدا به عنوان منشی نخست وزیر حاجی ابراهیم شیرازی و بعد به عنوان وزیر شاهزاده حسین‌علی میرزا که تهران را اداره می کرد، خدمت کرد. در سال ۱۱۷۷ میرزا بزرگ وزیر ولیعهد تازه منتخب یعنی عباس میرزا و همچنین معاون نخست وزیر میرزا شفیع مازندرانی شد. عباس میرزا به نشانه مقام مهم میرزا بزرگ به عنوان وزیر ولیعهد، در سال ۱۱۸۹ به او لقب افتخاری قائم‌مقام صدرة العظمی (به اختصار قائم‌مقام اول) را داد.

## موقعیت آرامگاه
آرامگاه میرزا عیسی معروف به «میرزا بزرگ قائم‌مقام» پدر میرزا ابوالقاسم قائم‌مقام فراهانی، در بخش جنوبی آرامگاه ثقةالاسلام تبریزی و ورودی جنوبی بنای یادمان مقبرةالشعرا در زیرزمین (سرداب) قرار گرفته و شامل دو قسمت است:
1. قبلاً قسمت فوقانی آن مخصوص سرایدار و محافظ آرامگاه و بیتوتهٔ درویشان بوده که بعداً این بخش در جریان احداث بنای یادمان مقبرةالشعرا حذف شده‌است.
2. قسمت تحتانی آن شامل یک دهلیز و یک زیرزمین است که قائم‌مقام و همسرش در زیرزمین و یکی از سردارانش به نام آقاحسین در دهلیز آن به خاک سپرده شده‌اند. روی هر سه قبر کتیبهٔ مرمرینی نهاده شده که از لحاظ خط و حجاری از شاهکارهای هنری قرن سیزدهم به‌شمار می‌روند.

## کتیبهٔ سنگ قبرها
- کتیبهٔ سنگ قبر قائم‌مقام:

هو کل من علیها فان. مزار کثیر الانوار سید پاک زاد خجسته ذات سایا جلیل سید کاینات علیه افضل التحیاتٌ، مًوید الملک والدین، ناصح الملوک و السلاطین، محمد عیسی بن حسن الحسینی الفراهانی است که تا بود اسماً و رسماً به بزرگی مشهور و ذاتاً و صفاتاً به نکوئی مشهور بود. ومن بدو امره الی ختم عمره در ملک ایران به سعادت و نیکنامی و وزارت و قائم مقامی زیسته، مرجع امرا و ملجاء فقرا بود و جهدها در کار جهاد مشرکین و حفظ ثغور مسلمین کرد و ابتدا خود مؤسس نظام جدید در ملک اسلام گردید و در مساًلهٔ جهاد و نبوت خاص از روی صدق و علم و اخلاص رسالات واضحة الدلالات نگاشت و به یادگار گذاشت و در سال هزار و دویست و سی و هفت بهشت خلد خرامید، تغمده الله بغفرانه و اسکنه بحبوحة جنانه و حشره مع اجداده الطاهرین سلام الله علیهم اجمعین الی یوم الدین. حررٌه و نقره محمدعلی الحسینی القزوینی غفرالله ذنوبه-
- کتیبهٔ سنگ قبر همسر قائم‌مقام (پشت سر آرامگاه قائم‌مقام):

هو الحی لا یموت. مزار پرنور محفوف به رحمت رب غفور، رابعه زمان و هاجر دوران، محرم حریم رسالت و مخدره خاندان جلیله نبوت، حلیله سید عالیمقام عیسی بن حسن قائم‌مقام اعلی الله تعالی مقامها است که انتقال او از دار فنا به جوار حضرت زهرا علیها من اصلواة انماها غره شهر رمضان من شهور سنه ۱۲۳۹ اتفاق افتاد. حرره و حجره محمد علی الحسینی القزوینی غفرالله له.
- کتیبهٔ سنگ قبر آقاحسین (در دهلیز و ضلع شرقی آرامگاه قائم‌مقام):

هو الحی الذی لایموت. ای دل غلام شاه جهان باش و شاه باش … پیوسته در حمایت و ظل اله باش «کل شیء هالک الاوجهه» همه را اجل موکل است و عمر در گذر. فاعتبروایا اولی الابصار، کز بسی خلق است دنیا یادگار، چنان‌که مرحمت پناه، علیین آرامگاه، آقا حسین خلف الصدق علی رضا خان شیرازی در این تودهٔ مغاک بالین از خشت و بستر از خاک ساخته‌است، از جذبات صداقت جبلٌی چنان‌که از عنفوان جوانی تا انتهاء عمر گرامی مساعی جمیله و مجاهد حسنه در آستانهٔ علیهٔ وزرای عظام و سادات ذوی الاحترام از جانب مغفرت مآب حاجی میرزا حسین تا جناب اتابک اعظم میرزا ابوالقاسم قائم مقام ادام الله اقباله به عمل آورده، هنگام ممات نیز در جوار روضهٔ تابناک و مقبرهٔ پاک جناب صدر الوزراء میرزا بزرگ قائم مقام مدفون گشت، نورالله مرقدهم و طیب الله مضجعم، فی بیست و یکم شهر شوال سنهٔ هزار و دویست و چهل و نه هجری ۱۲۴۹.